# 市中街道 (赤水市)
市中街道，是中华人民共和国贵州省遵义市赤水市下辖的一个乡镇级行政单位。

## 行政区划
市中街道下辖以下地区：
太平社区、老城社区、滨西社区、康乐社区、康佳社区、滨江社区和城郊村。